# Руска православна църква
Руската православна църква (РПЦ) или Московска патриаршия (на руски: Русская православная церковь или Моско́вский патриарха́т) е една от 15-те автокефални православни църкви, чийто предстоятел е патриархът на Москва и цяла Русия.

## История
Християнството идва по руските земи през IX век от България, а официалното покръстване на русите става през 988 година. От 988 до 1454 г. Цариградският патриарх ръкополага в сан киевските митрополити. След разгрома на Киевска Рус постоянното седалище на руската църква се премества в края на XIII в. в град Владимир, а след 1325 г. – в Москва. От 1454 до 1589 година руската автокефална църква се управлява от московските митрополити.
От 1589 до 1700 година Руската православна църква вече се управлява от московските патриарси, а от 1721 г. до 1917 година от Светейшия управителен синод с императора в качеството му на „краен съдия на цялата колегия“. От 1917 година поместен събор възстановява патриаршеството и РПЦ се възглавява от патриарха на Москва и на цяла Русия.
През XVII век Руската православна църква преживява разкол, в резултат на което се появяват старообрядството и никонианството. През 1920 година поради болшевишките репресии се появява Руска задгранична православна църква. Към днешно време се водят преговори за обединението на двете руски църкви.
Официалното название „РПЦ“ или „Московска патриаршия“ се появява през 1943 г. по предложение на Сталин и заменя съществуващото дотогава название „Православна руска църква“.

## Съвременно устройство на РПЦ
Висши органи на РПЦ са Поместният събор, Архиерейският събор, а в периода между съборите – Светият синод. Уставът е приет на Архиерейския събор през 2000 г., но не е регистриран в Министерството на правосъдието на Руската федерация.
Към 2024 г. РПЦ се възглавява от патриарха на Москва и на цяла Русия Кирил I, избран на Поместния събор през 2009 г. В състава на РПЦ влизат епархиите в Русия, Украйна, Беларус (с предстоятел митрополит Филарет) и православните епархии в страните от бившия СССР, както и някои епархии в Западна Европа.

## Особено тачени светци от РПЦ
- Андрей Първозвани
- Олга Киевска
- Владимир I
- Антоний Печорски
- Александър Невски
- Данаил Александрович
- Митрополит Петър
- Сергий Радонежки
- Андрей Рубльов
- Йосиф Волоцки
- Патриарх Гермоген
- Серафим Саровски
- Теофан Затворник
- Николай II
- Патриарх Тихон
- Серафим Вирицки

## Свети места за РПЦ
- Кремъл
- Троицко-Сергиева лавра
- Дивеевски манастир
- Света гора